# Yang Han-been
Đây là một tên người Triều Tiên, họ là Yang.
Yang Han-been  (tiếng Hàn: 양한빈; sinh ngày 30 tháng 8 năm 1991) là một cầu thủ bóng đá Hàn Quốc thi đấu ở vị trí thủ môn cho FC Seoul ở K League 1.